# (2380) Heilongjiang
(2380) Heilongjiang es un asteroide perteneciente al cinturón de asteroides, descubierto el 18 de septiembre de 1965 por el equipo del Observatorio de la Montaña Púrpura desde el Observatorio de la Montaña Púrpura, Nankín (China).

## Designación y nombre
Designado provisionalmente como 1965 SN. Fue nombrado Heilongjiang en homenaje a Heilongjiang provincia de la República Popular China.